# Expo 2027
 (транскр.  Експо 2027) јe име специјализоване светске изложбе која ће бити одржана 2027. године у Београду. Почетак је заказан за 15. мај 2027. године, док се завршетак очекује 15. августа исте године. Прва је светска изложба која ће се одржати у Србији, као и на простору бивше Југославије.
Најављено је да ће трошкови организације изложбе, коју би требало да посети око четири милиона људи, достићи од 14 до преко 17 милијарди евра. Због свог обима и броја посетилаца, Expo 2027 се сматра највећим пројектом у историји Београда и Србије.

## Градови кандидати
Пет земаља поднело је конкурентске кандидатуре за организовање Светске изложбе 2027. или 2028. године: Сједињене Америчке Државе (Минесота), Тајланд (Пукет), Србија (Београд), Шпанија (Малага), и Аргентина (Сан Карлос де Барилочеу).
Кандидатурна листа је затворена 28. јануара 2022. Сваки кандидат је поднео детаљан досије о кандидатури до 7. јуна 2022. године, а Светска изложбена организација је организовала анкетне мисије, процењујући изводљивост и одрживост сваког пројекта кандидатуре. Србија је изабрана за земљу домаћина Специјализованог сајма 2027/28. године од стране држава чланица Светске изложбене организације, окупљене на 172. Генералној скупштини која је одржана 21. јуна 2023. године.

### Минесота
Минесота се раније кандидовала за ЕКСПО 2023. Тема понуде за 2027. годину била је Здрави људи, здрава планета и била би одржана у Блумингтону.

### Пукет
Тема ове понуде за 2028. годину била је Будућност живота: Живети у хармонији, делити просперитет.

### Београд
Тема победничке понуде за 2027. годину је Игра за човечанство – спорт и музика за све (Play for Humanity: Sport and Music for All). Министар финансија Синиша Мали, био је председавајући Радне групе за припрему и подношење кандидатуре за ЕКСПО 2027. Комплекс ЕКСПО 2027 планиран је као мултифункционални простор, који поред опремљених простора за основну намену изложбеног простора садржи и пратеће комерцијалне и смештајне капацитете који треба да обезбеде логистичку подршку. Србија је једина земља из југоисточне Европе која се кандидовала да буде земља домаћин ове престижне изложбе.

### Малага
Тема понуде за 2027. звала би се Урбана ера: ка одрживом граду. 

### Сан Карлос де Барилоче
Тема ове понуде за 2027. годину била је Природа + технологија = одржива енергија. Одржива будућност за човечанство.

### Гласање
Србија је победила са 81 гласом, док је Шпанији дато 70 гласова.
| Кандидати            | 1. Рунда | 2. Рунда | 3. Рунда | 4. Рунда |
| -------------------- | -------- | -------- | -------- | -------- |
| САД — Минесота       | 19       | 21       | 23       | —        |
| Тајланд — Пукет      | 16       | 15       | —        | —        |
| Србија — Београд     | 54       | 69       | 74       | 81       |
| Шпанија — Малага     | 42       | 48       | 53       | 70       |
| Аргентина — Барилоче | 8        | —        | —        | —        |
| Уздржаност           | 1        | 1        | 2        | 3        |

## Реакције на победнички град
Амерички државни секретар Ентони Блинкен честитао је Србији, као и шпански глумац Антонио Бандерас.

## Критике
Код појединих опозиционих лидера и политичких странака је цена организације изложбе изазвала забринутост, због економске ситуације, али и наводне корупције, као и узимања кредита ради финансирања догађаја. Они су, притом, навели и трошкови организације претходних изложби, као и појединих светских догађаја, који су, према њиховим речима, били и до неколико пута нижи.

## Учесници
Од 20. јула 2025. године, 118 држава су потврдиле учешће на Експo 2027, од којих 80 су потврдили у писаној форми. Планирано је учествовање између 120 и 150 држава. Државе чије је учествовање јавно објављено су:
- Азербејџан[26]
- Алжир
- Андора
- Антигва и Барбуда
- Белизе
- Белорусија
- Босна и Херцеговина
- Буркина Фасо
- Бурунди[27][28]
- Вануату[29][30]
- Венецуела
- Гамбија[31][32]
- Гана
- Гвинеја
- Гвинеја Бисао[33][34]
- Гренада
- Грчка
- Грузија
- Египат[35]
- Еквадор
- Екваторијална Гвинеја
- Еритреја
- Есватини[36]
- Етиопија
- Замбија
- Зеленортска Острва
- Зимбабве
- Израел
- Ирак
- Иран[37]
- Италија[38]
- Јемен
- Јерменија
- Јордан[39]
- Јужна Африка
- Јужна Кореја
- Јужни Судан[40][41]
- Казахстан
- Катар
- Киргистан
- Кина[42]
- Кипар[43]
- Кирибати
- Коморос
- Куба
- Лесото
- Либерија[44]
- Либија
- Мадагаскар[45][46]
- Малави
- Малдиви
- Малта
- Мали
- Маршалска Острва
- Маурицијус
- Микронезија
- Мозамбик
- Науру
- Немачка[47]
- Непал
- Нигер
- Палау
- Пољска
- Русија[48]
- Сао Томе и Принсипе
- Света Луција[43]
- Северна Македонија
- Сејшели[49][50]
- Сједињене Америчке Државе
- Соломонска Острва[29][30]
- Сомалија
- Србија (Домаћин)
- Суринам
- Танзанија
- Таџикистан
- Того
- Тунис
- Туркменистан[51]
- Турска[52][53]
- Уганда
- Узбекистан
- Уједињени Арапски Емирати[54]
- Фиџи
- Француска[55]
- Црна Гора[56]
- Чад
- Џибути[57][58]
- Швајцарска[59][60]